# Top League (2010/2011)
Top League 2010/2011 – ósma edycja Top League, najwyższego poziomu rozgrywek w rugby union w Japonii. Organizowane przez Japan Rugby Football Union zawody odbyły się w dniach 3 września 2010 – 30 stycznia 2011 roku, a tytułu bronił zespół Toshiba Brave Lupus.

## Faza zasadnicza
| 3 września 201019:30 | Toshiba Brave Lupus | 7:12(0:9) | Sanyo Wild Knights | Chichibunomiya Rugby Stadium, Tokio Widzów: 13 840 Sędzia: Shinji Aida |
| 3 września 201019:30 |                     | 7:12(0:9) |                    | Chichibunomiya Rugby Stadium, Tokio Widzów: 13 840 Sędzia: Shinji Aida |

| 4 września 201017:00 | Toyota Industries Shuttles | 17:16(3:10) | NTT Shining Arcs | Toyota Stadium, Toyota Widzów: 9 554 Sędzia: Takashi Harada |
| 4 września 201017:00 |                            | 17:16(3:10) |                  | Toyota Stadium, Toyota Widzów: 9 554 Sędzia: Takashi Harada |

| 4 września 201017:03 | Kintetsu Liners | 30:14(8:9) | Ricoh Black Rams | Nagai Stadium, Osaka Widzów: 8 319 Sędzia: Kazuhito Taniguchi |
| 4 września 201017:03 |                 | 30:14(8:9) |                  | Nagai Stadium, Osaka Widzów: 8 319 Sędzia: Kazuhito Taniguchi |

| 4 września 201018:05 | Yamaha Júbilo | 29:14(9:14) | NEC Green Rockets | Yamaha Stadium, Iwata Widzów: 4 832 Sędzia: Akihisa Aso |
| 4 września 201018:05 |               | 29:14(9:14) |                   | Yamaha Stadium, Iwata Widzów: 4 832 Sędzia: Akihisa Aso |

| 4 września 201019:05 | Toyota Verblitz | 18:10(10:0) | Suntory Sungoliath | Toyota Stadium, Toyota Widzów: 10 813 Sędzia: Kyosuke Toda |
| 4 września 201019:05 |                 | 18:10(10:0) |                    | Toyota Stadium, Toyota Widzów: 10 813 Sędzia: Kyosuke Toda |

| 4 września 201019:08 | Kobelco Steelers | 34:3(15:3) | Kubota Spears | Nagai Stadium, Osaka Widzów: 10 920 Sędzia: Taizō Hirabayashi |
| 4 września 201019:08 |                  | 34:3(15:3) |               | Nagai Stadium, Osaka Widzów: 10 920 Sędzia: Taizō Hirabayashi |

| 4 września 201019:00 | Coca-Cola West Red Sparks | 17:22(10:8) | Fukuoka Sanix Blues | Level-5 Stadium, Fukuoka Widzów: 4 369 Sędzia: Shuhei Kubo |
| 4 września 201019:00 |                           | 17:22(10:8) |                     | Level-5 Stadium, Fukuoka Widzów: 4 369 Sędzia: Shuhei Kubo |

| 10 września 201019:30 | Ricoh Black Rams | 20:26(13:7) | Suntory Sungoliath | Chichibunomiya Rugby Stadium, Tokio Widzów: 5 576 Sędzia: Shinji Aida |
| 10 września 201019:30 |                  | 20:26(13:7) |                    | Chichibunomiya Rugby Stadium, Tokio Widzów: 5 576 Sędzia: Shinji Aida |

| 11 września 201017:00 | Kubota Spears | 3:15(3:3) | NEC Green Rockets | Chichibunomiya Rugby Stadium, Tokio Widzów: 5 738 Sędzia: Kyosuke Toda |
| 11 września 201017:00 |               | 3:15(3:3) |                   | Chichibunomiya Rugby Stadium, Tokio Widzów: 5 738 Sędzia: Kyosuke Toda |

| 11 września 201019:05 | Toshiba Brave Lupus | 33:28(19:14) | NTT Shining Arcs | Chichibunomiya Rugby Stadium, Tokio Widzów: 7 533 Sędzia: Tetsuhiko Kawano |
| 11 września 201019:05 |                     | 33:28(19:14) |                  | Chichibunomiya Rugby Stadium, Tokio Widzów: 7 533 Sędzia: Tetsuhiko Kawano |

| 11 września 201019:00 | Yamaha Júbilo | 30:10(13:10) | Kintetsu Liners | Suzuka Sports Garden, Suzuka Widzów: 3 700 Sędzia: Taku Otsuki |
| 11 września 201019:00 |               | 30:10(13:10) |                 | Suzuka Sports Garden, Suzuka Widzów: 3 700 Sędzia: Taku Otsuki |

| 11 września 201019:05 | Toyota Verblitz | 50:5(31:5) | Coca-Cola West Red Sparks | Kincho Stadium, Osaka Widzów: 2 547 Sędzia: Taizō Hirabayashi |
| 11 września 201019:05 |                 | 50:5(31:5) |                           | Kincho Stadium, Osaka Widzów: 2 547 Sędzia: Taizō Hirabayashi |

| 12 września 201015:01 | Sanyo Wild Knights | 54:0(28:0) | Toyota Industries Shuttles | Ashikaga Sports Park, Ashikaga Widzów: 2 241 Sędzia: Tatsuya Matsuoka |
| 12 września 201015:01 |                    | 54:0(28:0) |                            | Ashikaga Sports Park, Ashikaga Widzów: 2 241 Sędzia: Tatsuya Matsuoka |

| 12 września 201015:02 | Kobelco Steelers | 19:27(12:3) | Fukuoka Sanix Blues | Jaaf Toyama, Toyama Widzów: 3 508 Sędzia: Akihisa Aso |
| 12 września 201015:02 |                  | 19:27(12:3) |                     | Jaaf Toyama, Toyama Widzów: 3 508 Sędzia: Akihisa Aso |

| 17 września 201019:30 | NTT Shining Arcs | 26:14(10:6) | Kubota Spears | Chichibunomiya Rugby Stadium, Tokio Widzów: 4 485 Sędzia: Akihisa Aso |
| 17 września 201019:30 |                  | 26:14(10:6) |               | Chichibunomiya Rugby Stadium, Tokio Widzów: 4 485 Sędzia: Akihisa Aso |

| 18 września 201017:00 | Ricoh Black Rams | 35:29(25:5) | Fukuoka Sanix Blues | Chichibunomiya Rugby Stadium, Tokio Widzów: 4 719 Sędzia: Tatsuya Matsuoka |
| 18 września 201017:00 |                  | 35:29(25:5) |                     | Chichibunomiya Rugby Stadium, Tokio Widzów: 4 719 Sędzia: Tatsuya Matsuoka |

| 18 września 201017:00 | Toyota Industries Shuttles | 7:40(0:19) | Toshiba Brave Lupus | Mizuho Rugby Stadium, Nagoja Widzów: 6 412 Sędzia: Masahiro Sakuraoka |
| 18 września 201017:00 |                            | 7:40(0:19) |                     | Mizuho Rugby Stadium, Nagoja Widzów: 6 412 Sędzia: Masahiro Sakuraoka |

| 18 września 201018:00 | Coca-Cola West Red Sparks | 20:15(10:0) | Kintetsu Liners | Level-5 Stadium, Fukuoka Widzów: 2 604 Sędzia: Tadataka Yoshiura |
| 18 września 201018:00 |                           | 20:15(10:0) |                 | Level-5 Stadium, Fukuoka Widzów: 2 604 Sędzia: Tadataka Yoshiura |

| 18 września 201019:05 | Sanyo Wild Knights | 49:10(23:3) | Yamaha Júbilo | Chichibunomiya Rugby Stadium, Tokio Widzów: 5 488 Sędzia: Taizō Hirabayashi |
| 18 września 201019:05 |                    | 49:10(23:3) |               | Chichibunomiya Rugby Stadium, Tokio Widzów: 5 488 Sędzia: Taizō Hirabayashi |

| 18 września 201019:04 | Toyota Verblitz | 16:7(0:7) | Kobelco Steelers | Mizuho Rugby Stadium, Nagoja Widzów: 8 335 Sędzia: Shinji Aida |
| 18 września 201019:04 |                 | 16:7(0:7) |                  | Mizuho Rugby Stadium, Nagoja Widzów: 8 335 Sędzia: Shinji Aida |

| 19 września 201013:00 | Suntory Sungoliath | 20:25(13:25) | NEC Green Rockets | Tsukisamu, Sapporo Widzów: 3 115 Sędzia: Taku Otsuki |
| 19 września 201013:00 |                    | 20:25(13:25) |                   | Tsukisamu, Sapporo Widzów: 3 115 Sędzia: Taku Otsuki |

| 1 października 201019:31 | NEC Green Rockets | 3:47(3:12) | Toshiba Brave Lupus | Chichibunomiya Rugby Stadium, Tokio Widzów: 7 299 Sędzia: Takashi Harada |
| 1 października 201019:31 |                   | 3:47(3:12) |                     | Chichibunomiya Rugby Stadium, Tokio Widzów: 7 299 Sędzia: Takashi Harada |

| 2 października 201012:00 | Ricoh Black Rams | 29:27(15:15) | Coca-Cola West Red Sparks | Chichibunomiya Rugby Stadium, Tokio Widzów: 3 524 Sędzia: Kyosuke Toda |
| 2 października 201012:00 |                  | 29:27(15:15) |                           | Chichibunomiya Rugby Stadium, Tokio Widzów: 3 524 Sędzia: Kyosuke Toda |

| 2 października 201013:01 | Yamaha Júbilo | 26:50(11:31) | Toyota Verblitz | Matsumotodaira Football Stadium, Matsumoto Widzów: 2 097 Sędzia: Akihisa Aso |
| 2 października 201013:01 |               | 26:50(11:31) |                 | Matsumotodaira Football Stadium, Matsumoto Widzów: 2 097 Sędzia: Akihisa Aso |

| 2 października 201014:05 | Suntory Sungoliath | 92:8(45:3) | Toyota Industries Shuttles | Chichibunomiya Rugby Stadium, Tokio Widzów: 4 520 Sędzia: Tomoyuki Matsugu |
| 2 października 201014:05 |                    | 92:8(45:3) |                            | Chichibunomiya Rugby Stadium, Tokio Widzów: 4 520 Sędzia: Tomoyuki Matsugu |

| 3 października 201013:00 | NTT Shining Arcs | 10:50(3:17) | Sanyo Wild Knights | Kumagaya Rugby Ground, Kumagaya Widzów: 2 189 Sędzia: Kimitoshi Shiozaki |
| 3 października 201013:00 |                  | 10:50(3:17) |                    | Kumagaya Rugby Ground, Kumagaya Widzów: 2 189 Sędzia: Kimitoshi Shiozaki |

| 3 października 201013:02 | Kobelco Steelers | 22:25(10:5) | Kintetsu Liners | Kakogawa Widzów: 4 502 Sędzia: Kazuhito Taniguchi |
| 3 października 201013:02 |                  | 22:25(10:5) |                 | Kakogawa Widzów: 4 502 Sędzia: Kazuhito Taniguchi |

| 3 października 201013:00 | Fukuoka Sanix Blues | 36:36(12:19) | Kubota Spears | Honjō Athletic Stadium, Kitakyūshū Widzów: 1 641 Sędzia: Taizō Hirabayashi |
| 3 października 201013:00 |                     | 36:36(12:19) |               | Honjō Athletic Stadium, Kitakyūshū Widzów: 1 641 Sędzia: Taizō Hirabayashi |

| 9 października 201012:03 | NTT Shining Arcs | 13:10(6:3) | Toyota Verblitz | Kumagaya Rugby Ground, Kumagaya Widzów: 1 540 Sędzia: Anthony Lothian |
| 9 października 201012:03 |                  | 13:10(6:3) |                 | Kumagaya Rugby Ground, Kumagaya Widzów: 1 540 Sędzia: Anthony Lothian |

| 9 października 201012:01 | Kobelco Steelers | 18:15(5:10) | Coca-Cola West Red Sparks | Kintetsu Hanazono Rugby Stadium, Higashiōsaka Widzów: 3 698 Sędzia: Shuhei Kubo |
| 9 października 201012:01 |                  | 18:15(5:10) |                           | Kintetsu Hanazono Rugby Stadium, Higashiōsaka Widzów: 3 698 Sędzia: Shuhei Kubo |

| 9 października 201013:00 | Kubota Spears | 8:34(8:8) | Suntory Sungoliath | Shibata Widzów: 2 023 Sędzia: Tetsuhiko Kawano |
| 9 października 201013:00 |               | 8:34(8:8) |                    | Shibata Widzów: 2 023 Sędzia: Tetsuhiko Kawano |

| 9 października 201014:06 | NEC Green Rockets | 22:17(22:3) | Ricoh Black Rams | Kumagaya Rugby Ground, Kumagaya Widzów: 1 973 Sędzia: Taizō Hirabayashi |
| 9 października 201014:06 |                   | 22:17(22:3) |                  | Kumagaya Rugby Ground, Kumagaya Widzów: 1 973 Sędzia: Taizō Hirabayashi |

| 9 października 201014:04 | Kintetsu Liners | 9:12(0:0) | Sanyo Wild Knights | Kintetsu Hanazono Rugby Stadium, Higashiōsaka Widzów: 4 563 Sędzia: Kyosuke Toda |
| 9 października 201014:04 |                 | 9:12(0:0) |                    | Kintetsu Hanazono Rugby Stadium, Higashiōsaka Widzów: 4 563 Sędzia: Kyosuke Toda |

| 10 października 201013:00 | Toyota Industries Shuttles | 20:35(3:22) | Fukuoka Sanix Blues | Kariya Widzów: 3 579 Sędzia: Ryuta Kudo |
| 10 października 201013:00 |                            | 20:35(3:22) |                     | Kariya Widzów: 3 579 Sędzia: Ryuta Kudo |

| 10 października 201014:00 | Toshiba Brave Lupus | 54:20(35:13) | Yamaha Júbilo | Morioka South Park Playing Field, Morioka Widzów: 2 255 Sędzia: Tatsuya Matsuoka |
| 10 października 201014:00 |                     | 54:20(35:13) |               | Morioka South Park Playing Field, Morioka Widzów: 2 255 Sędzia: Tatsuya Matsuoka |

| 16 października 201012:00 | Kubota Spears | 38:35(7:9) | Toyota Industries Shuttles | Chichibunomiya Rugby Stadium, Tokio Widzów: 5 276 Sędzia: Kyosuke Toda |
| 16 października 201012:00 |               | 38:35(7:9) |                            | Chichibunomiya Rugby Stadium, Tokio Widzów: 5 276 Sędzia: Kyosuke Toda |

| 16 października 201012:00 | Kintetsu Liners | 21:19(10:9) | NTT Shining Arcs | Kintetsu Hanazono Rugby Stadium, Higashiōsaka Widzów: 5 465 Sędzia: Masahiro Sakuraoka |
| 16 października 201012:00 |                 | 21:19(10:9) |                  | Kintetsu Hanazono Rugby Stadium, Higashiōsaka Widzów: 5 465 Sędzia: Masahiro Sakuraoka |

| 16 października 201013:00 | Ricoh Black Rams | 22:31(3:21) | Toshiba Brave Lupus | Nippatsu Mitsuzawa Stadium, Jokohama Widzów: 3 048 Sędzia: Shinji Aida |
| 16 października 201013:00 |                  | 22:31(3:21) |                     | Nippatsu Mitsuzawa Stadium, Jokohama Widzów: 3 048 Sędzia: Shinji Aida |

| 16 października 201014:05 | NEC Green Rockets | 20:52(15:17) | Sanyo Wild Knights | Chichibunomiya Rugby Stadium, Tokio Widzów: 6 549 Sędzia: Kazuhito Taniguchi |
| 16 października 201014:05 |                   | 20:52(15:17) |                    | Chichibunomiya Rugby Stadium, Tokio Widzów: 6 549 Sędzia: Kazuhito Taniguchi |

| 16 października 201014:05 | Yamaha Júbilo | 42:57(14:29) | Kobelco Steelers | Kintetsu Hanazono Rugby Stadium, Higashiōsaka Widzów: 6 103 Sędzia: Shinsuke Shimoi |
| 16 października 201014:05 |               | 42:57(14:29) |                  | Kintetsu Hanazono Rugby Stadium, Higashiōsaka Widzów: 6 103 Sędzia: Shinsuke Shimoi |

| 16 października 201014:00 | Fukuoka Sanix Blues | 33:36(12:17) | Toyota Verblitz | Global Arena, Munakata Widzów: 2 285 Sędzia: Takashi Harada |
| 16 października 201014:00 |                     | 33:36(12:17) |                 | Global Arena, Munakata Widzów: 2 285 Sędzia: Takashi Harada |

| 17 października 201014:07 | Suntory Sungoliath | 45:36(20:15) | Coca-Cola West Red Sparks | Kumagaya Rugby Ground, Kumagaya Widzów: 2 033 Sędzia: Taizō Hirabayashi |
| 17 października 201014:07 |                    | 45:36(20:15) |                           | Kumagaya Rugby Ground, Kumagaya Widzów: 2 033 Sędzia: Taizō Hirabayashi |

| 23 października 201012:01 | Suntory Sungoliath | 72:0(32:0) | Yamaha Júbilo | Chichibunomiya Rugby Stadium, Tokio Widzów: 5 276 Sędzia: Taku Otsuki |
| 23 października 201012:01 |                    | 72:0(32:0) |               | Chichibunomiya Rugby Stadium, Tokio Widzów: 5 276 Sędzia: Taku Otsuki |

| 23 października 201012:00 | Toyota Industries Shuttles | 13:46(10:12) | Ricoh Black Rams | Kintetsu Hanazono Rugby Stadium, Higashiōsaka Widzów: 2 250 Sędzia: Tadataka Yoshiura |
| 23 października 201012:00 |                            | 13:46(10:12) |                  | Kintetsu Hanazono Rugby Stadium, Higashiōsaka Widzów: 2 250 Sędzia: Tadataka Yoshiura |

| 23 października 201013:00 | Sanyo Wild Knights | 65:21(39:14) | Fukuoka Sanix Blues | Otashi Sports Park, Ōta Widzów: 2 412 Sędzia: Kazuhito Taniguchi |
| 23 października 201013:00 |                    | 65:21(39:14) |                     | Otashi Sports Park, Ōta Widzów: 2 412 Sędzia: Kazuhito Taniguchi |

| 23 października 201014:05 | Toshiba Brave Lupus | 33:19(14:13) | Kubota Spears | Chichibunomiya Rugby Stadium, Tokio Widzów: 6 634 Sędzia: Taizō Hirabayashi |
| 23 października 201014:05 |                     | 33:19(14:13) |               | Chichibunomiya Rugby Stadium, Tokio Widzów: 6 634 Sędzia: Taizō Hirabayashi |

| 23 października 201014:06 | Kintetsu Liners | 21:17(11:11) | Toyota Verblitz | Kintetsu Hanazono Rugby Stadium, Higashiōsaka Widzów: 5 139 Sędzia: Akihisa Aso |
| 23 października 201014:06 |                 | 21:17(11:11) |                 | Kintetsu Hanazono Rugby Stadium, Higashiōsaka Widzów: 5 139 Sędzia: Akihisa Aso |

| 24 października 201014:00 | NTT Shining Arcs | 14:30(7:20) | Kobelco Steelers | Yurtec Stadium Sendai, Sendai Widzów: 5 511 Sędzia: Kyosuke Toda |
| 24 października 201014:00 |                  | 14:30(7:20) |                  | Yurtec Stadium Sendai, Sendai Widzów: 5 511 Sędzia: Kyosuke Toda |

| 24 października 201014:00 | Coca-Cola West Red Sparks | 3:28(3:21) | NEC Green Rockets | Coca-Cola West Hiroshima Stadium, Hiroszima Widzów: 2 566 Sędzia: Takashi Harada |
| 24 października 201014:00 |                           | 3:28(3:21) |                   | Coca-Cola West Hiroshima Stadium, Hiroszima Widzów: 2 566 Sędzia: Takashi Harada |

| 27 listopada 201012:00 | Ricoh Black Rams | 26:29(6:14) | Toyota Verblitz | Chichibunomiya Rugby Stadium, Tokio Widzów: 5 289 Sędzia: Shuhei Kubo |
| 27 listopada 201012:00 |                  | 26:29(6:14) |                 | Chichibunomiya Rugby Stadium, Tokio Widzów: 5 289 Sędzia: Shuhei Kubo |

| 27 listopada 201012:00 | Yamaha Júbilo | 31:30(3:15) | Fukuoka Sanix Blues | Kintetsu Hanazono Rugby Stadium, Higashiōsaka Widzów: 2 985 Sędzia: Tadataka Yoshiura |
| 27 listopada 201012:00 |               | 31:30(3:15) |                     | Kintetsu Hanazono Rugby Stadium, Higashiōsaka Widzów: 2 985 Sędzia: Tadataka Yoshiura |

| 27 listopada 201013:00 | Sanyo Wild Knights | 44:6(15:6) | Kubota Spears | Otashi Sports Park, Ōta Widzów: 2 481 Sędzia: Ryuta Kudo |
| 27 listopada 201013:00 |                    | 44:6(15:6) |               | Otashi Sports Park, Ōta Widzów: 2 481 Sędzia: Ryuta Kudo |

| 27 listopada 201014:05 | Suntory Sungoliath | 50:14(31:6) | NTT Shining Arcs | Chichibunomiya Rugby Stadium, Tokio Widzów: 7 534 Sędzia: Shinsuke Shimoi |
| 27 listopada 201014:05 |                    | 50:14(31:6) |                  | Chichibunomiya Rugby Stadium, Tokio Widzów: 7 534 Sędzia: Shinsuke Shimoi |

| 27 listopada 201014:07 | Kintetsu Liners | 25:18(20:11) | Toyota Industries Shuttles | Kintetsu Hanazono Rugby Stadium, Higashiōsaka Widzów: 4 214 Sędzia: Tatsuya Matsuoka |
| 27 listopada 201014:07 |                 | 25:18(20:11) |                            | Kintetsu Hanazono Rugby Stadium, Higashiōsaka Widzów: 4 214 Sędzia: Tatsuya Matsuoka |

| 28 listopada 201013:00 | NEC Green Rockets | 6:38(6:7) | Kobelco Steelers | Kashiwanoha Park Stadium, Kashiwa Widzów: 5 315 Sędzia: Shinji Aida |
| 28 listopada 201013:00 |                   | 6:38(6:7) |                  | Kashiwanoha Park Stadium, Kashiwa Widzów: 5 315 Sędzia: Shinji Aida |

| 28 listopada 201014:07 | Coca-Cola West Red Sparks | 22:82(3:49) | Toshiba Brave Lupus | Kagoshima Kamoike Stadium, Kagoshima Widzów: 3 329 Sędzia: Kazuhito Taniguchi |
| 28 listopada 201014:07 |                           | 22:82(3:49) |                     | Kagoshima Kamoike Stadium, Kagoshima Widzów: 3 329 Sędzia: Kazuhito Taniguchi |

| 4 grudnia 201012:00 | Toyota Industries Shuttles | 17:29(7:21) | NEC Green Rockets | Mizuho Rugby Stadium, Nagoja Widzów: 4 011 Sędzia: Tetsuhiko Kawano |
| 4 grudnia 201012:00 |                            | 17:29(7:21) |                   | Mizuho Rugby Stadium, Nagoja Widzów: 4 011 Sędzia: Tetsuhiko Kawano |

| 4 grudnia 201014:00 | Toyota Verblitz | 34:28(27:14) | Toshiba Brave Lupus | Mizuho Rugby Stadium, Nagoja Widzów: 5 599 Sędzia: Takashi Harada |
| 4 grudnia 201014:00 |                 | 34:28(27:14) |                     | Mizuho Rugby Stadium, Nagoja Widzów: 5 599 Sędzia: Takashi Harada |

| 5 grudnia 201012:01 | Kubota Spears | 20:22(8:7) | Yamaha Júbilo | Nishikyogoku Athletic Stadium, Kioto Widzów: 1 847 Sędzia: Tomoyuki Matsugu |
| 5 grudnia 201012:01 |               | 20:22(8:7) |               | Nishikyogoku Athletic Stadium, Kioto Widzów: 1 847 Sędzia: Tomoyuki Matsugu |

| 5 grudnia 201013:00 | Ricoh Black Rams | 24:31(14:14) | Kobelco Steelers | Kochi Athletic Recreation Park, Kōchi Widzów: 2 717 Sędzia: Taizō Hirabayashi |
| 5 grudnia 201013:00 |                  | 24:31(14:14) |                  | Kochi Athletic Recreation Park, Kōchi Widzów: 2 717 Sędzia: Taizō Hirabayashi |

| 5 grudnia 201013:00 | Coca-Cola West Red Sparks | 0:62(0:3) | Sanyo Wild Knights | KKWing Stadium, Kumamoto Widzów: 3 180 Sędzia: Yuji Hosomomi |
| 5 grudnia 201013:00 |                           | 0:62(0:3) |                    | KKWing Stadium, Kumamoto Widzów: 3 180 Sędzia: Yuji Hosomomi |

| 5 grudnia 201013:00 | Fukuoka Sanix Blues | 41:38(24:10) | NTT Shining Arcs | Global Arena, Munakata Widzów: 3 365 Sędzia: Shinji Aida |
| 5 grudnia 201013:00 |                     | 41:38(24:10) |                  | Global Arena, Munakata Widzów: 3 365 Sędzia: Shinji Aida |

| 5 grudnia 201014:07 | Suntory Sungoliath | 57:13(24:13) | Kintetsu Liners | Nishikyogoku Athletic Stadium, Kioto Widzów: 3 774 Sędzia: Kyosuke Toda |
| 5 grudnia 201014:07 |                    | 57:13(24:13) |                 | Nishikyogoku Athletic Stadium, Kioto Widzów: 3 774 Sędzia: Kyosuke Toda |

| 11 grudnia 201012:00 | Toshiba Brave Lupus | 21:12(7:5) | Kobelco Steelers | Chichibunomiya Rugby Stadium, Tokio Widzów: 11 804 Sędzia: Taku Otsuki |
| 11 grudnia 201012:00 |                     | 21:12(7:5) |                  | Chichibunomiya Rugby Stadium, Tokio Widzów: 11 804 Sędzia: Taku Otsuki |

| 11 grudnia 201013:00 | NEC Green Rockets | 19:24(14:9) | NTT Shining Arcs | Fukuda Denshi Arena, Chiba Widzów: 2 057 Sędzia: Masahiro Sakuraoka |
| 11 grudnia 201013:00 |                   | 19:24(14:9) |                  | Fukuda Denshi Arena, Chiba Widzów: 2 057 Sędzia: Masahiro Sakuraoka |

| 11 grudnia 201013:00 | Toyota Verblitz | 57:28(12:22) | Toyota Industries Shuttles | Toyota Stadium, Toyota Widzów: 5 010 Sędzia: Kazuhito Taniguchi |
| 11 grudnia 201013:00 |                 | 57:28(12:22) |                            | Toyota Stadium, Toyota Widzów: 5 010 Sędzia: Kazuhito Taniguchi |

| 11 grudnia 201013:05 | Kubota Spears | 11:33(8:10) | Ricoh Black Rams | Kose Sports Park Stadium, Kōfu Widzów: 2 513 Sędzia: Shuhei Kubo |
| 11 grudnia 201013:05 |               | 11:33(8:10) |                  | Kose Sports Park Stadium, Kōfu Widzów: 2 513 Sędzia: Shuhei Kubo |

| 11 grudnia 201014:00 | Sanyo Wild Knights | 15:17(15:0) | Suntory Sungoliath | Chichibunomiya Rugby Stadium, Tokio Widzów: 13 251 Sędzia: Shinji Aida |
| 11 grudnia 201014:00 |                    | 15:17(15:0) |                    | Chichibunomiya Rugby Stadium, Tokio Widzów: 13 251 Sędzia: Shinji Aida |

| 12 grudnia 201013:00 | Fukuoka Sanix Blues | 35:31(23:19) | Kintetsu Liners | Tokushima Widzów: 1 869 Sędzia: Taizō Hirabayashi |
| 12 grudnia 201013:00 |                     | 35:31(23:19) |                 | Tokushima Widzów: 1 869 Sędzia: Taizō Hirabayashi |

| 12 grudnia 201013:00 | Coca-Cola West Red Sparks | 27:26(7:21) | Yamaha Júbilo | Tosu Stadium, Tosu Widzów: 2 752 Sędzia: Takashi Harada |
| 12 grudnia 201013:00 |                           | 27:26(7:21) |               | Tosu Stadium, Tosu Widzów: 2 752 Sędzia: Takashi Harada |

| 18 grudnia 201012:00 | Kubota Spears | 21:28(21:14) | Coca-Cola West Red Sparks | Kintetsu Hanazono Rugby Stadium, Higashiōsaka Widzów: 4 523 Sędzia: Ryuta Kudo |
| 18 grudnia 201012:00 |               | 21:28(21:14) |                           | Kintetsu Hanazono Rugby Stadium, Higashiōsaka Widzów: 4 523 Sędzia: Ryuta Kudo |

| 18 grudnia 201013:00 | Yamaha Júbilo | 34:33(15:12) | Toyota Industries Shuttles | Yamaha Stadium, Iwata Widzów: 5 563 Sędzia: Tadataka Yoshiura |
| 18 grudnia 201013:00 |               | 34:33(15:12) |                            | Yamaha Stadium, Iwata Widzów: 5 563 Sędzia: Tadataka Yoshiura |

| 18 grudnia 201013:00 | Toyota Verblitz | 54:17(8:10) | NEC Green Rockets | Ojiyama Stadium, Ōtsu Widzów: 2 310 Sędzia: Shuhei Kubo |
| 18 grudnia 201013:00 |                 | 54:17(8:10) |                   | Ojiyama Stadium, Ōtsu Widzów: 2 310 Sędzia: Shuhei Kubo |

| 18 grudnia 201014:05 | Kintetsu Liners | 7:50(0:19) | Toshiba Brave Lupus | Kintetsu Hanazono Rugby Stadium, Higashiōsaka Widzów: 5 804 Sędzia: Takashi Harada |
| 18 grudnia 201014:05 |                 | 7:50(0:19) |                     | Kintetsu Hanazono Rugby Stadium, Higashiōsaka Widzów: 5 804 Sędzia: Takashi Harada |

| 19 grudnia 201013:00 | NTT Shining Arcs | 19:29(9:10) | Ricoh Black Rams | Mito Municipal Stadium, Mito Widzów: 2 534 Sędzia: Taizō Hirabayashi |
| 19 grudnia 201013:00 |                  | 19:29(9:10) |                  | Mito Municipal Stadium, Mito Widzów: 2 534 Sędzia: Taizō Hirabayashi |

| 19 grudnia 201013:00 | Kobelco Steelers | 24:35(9:14) | Sanyo Wild Knights | Home's Stadium Kobe, Kobe Widzów: 6 705 Sędzia: Kyosuke Toda |
| 19 grudnia 201013:00 |                  | 24:35(9:14) |                    | Home's Stadium Kobe, Kobe Widzów: 6 705 Sędzia: Kyosuke Toda |

| 19 grudnia 201013:00 | Fukuoka Sanix Blues | 26:66(14:42) | Suntory Sungoliath | Jaaf Okinawa, Okinawa Widzów: 3 350 Sędzia: Taku Otsuki |
| 19 grudnia 201013:00 |                     | 26:66(14:42) |                    | Jaaf Okinawa, Okinawa Widzów: 3 350 Sędzia: Taku Otsuki |

| 25 grudnia 201012:00 | NTT Shining Arcs | 36:10(17:3) | Yamaha Júbilo | Chichibunomiya Rugby Stadium, Tokio Widzów: 4 392 Sędzia: Kyosuke Toda |
| 25 grudnia 201012:00 |                  | 36:10(17:3) |               | Chichibunomiya Rugby Stadium, Tokio Widzów: 4 392 Sędzia: Kyosuke Toda |

| 25 grudnia 201012:00 | Toyota Industries Shuttles | 26:31(5:28) | Coca-Cola West Red Sparks | Mizuho Rugby Stadium, Nagoja Widzów: 2 764 Sędzia: Tatsuya Matsuoka |
| 25 grudnia 201012:00 |                            | 26:31(5:28) |                           | Mizuho Rugby Stadium, Nagoja Widzów: 2 764 Sędzia: Tatsuya Matsuoka |

| 25 grudnia 201013:00 | Kobelco Steelers | 42:44(27:20) | Suntory Sungoliath | Home's Stadium Kobe, Kobe Widzów: 4 756 Sędzia: Taizō Hirabayashi |
| 25 grudnia 201013:00 |                  | 42:44(27:20) |                    | Home's Stadium Kobe, Kobe Widzów: 4 756 Sędzia: Taizō Hirabayashi |

| 25 grudnia 201014:05 | NEC Green Rockets | 31:20(12:3) | Kintetsu Liners | Chichibunomiya Rugby Stadium, Tokio Widzów: 5 324 Sędzia: Shinji Aida |
| 25 grudnia 201014:05 |                   | 31:20(12:3) |                 | Chichibunomiya Rugby Stadium, Tokio Widzów: 5 324 Sędzia: Shinji Aida |

| 25 grudnia 201014:05 | Toyota Verblitz | 53:26(13:19) | Kubota Spears | Mizuho Rugby Stadium, Nagoja Widzów: 3 468 Sędzia: Ryuta Kudo |
| 25 grudnia 201014:05 |                 | 53:26(13:19) |               | Mizuho Rugby Stadium, Nagoja Widzów: 3 468 Sędzia: Ryuta Kudo |

| 25 grudnia 201014:00 | Fukuoka Sanix Blues | 14:31(0:5) | Toshiba Brave Lupus | Level-5 Stadium, Fukuoka Widzów: 2 353 Sędzia: Tetsuhiko Kawano |
| 25 grudnia 201014:00 |                     | 14:31(0:5) |                     | Level-5 Stadium, Fukuoka Widzów: 2 353 Sędzia: Tetsuhiko Kawano |

| 26 grudnia 201013:00 | Sanyo Wild Knights | 74:17(36:10) | Ricoh Black Rams | Otashi Sports Park, Ōta Widzów: 2 729 Sędzia: Kimitoshi Shiozaki |
| 26 grudnia 201013:00 |                    | 74:17(36:10) |                  | Otashi Sports Park, Ōta Widzów: 2 729 Sędzia: Kimitoshi Shiozaki |

| 9 stycznia 201114:00 | Kobelco Steelers | 61:7(19:7) | Toyota Industries Shuttles | Home's Stadium Kobe, Kobe Widzów: 7 063 Sędzia: Shinsuke Shimoi |
| 9 stycznia 201114:00 |                  | 61:7(19:7) |                            | Home's Stadium Kobe, Kobe Widzów: 7 063 Sędzia: Shinsuke Shimoi |

| 10 stycznia 201112:01 | Sanyo Wild Knights | 21:22(7:15) | Toyota Verblitz | Chichibunomiya Rugby Stadium, Tokio Widzów: 11 007 Sędzia: Kyosuke Toda |
| 10 stycznia 201112:01 |                    | 21:22(7:15) |                 | Chichibunomiya Rugby Stadium, Tokio Widzów: 11 007 Sędzia: Kyosuke Toda |

| 10 stycznia 201112:00 | Yamaha Júbilo | 47:52(14:38) | Ricoh Black Rams | Kintetsu Hanazono Rugby Stadium, Higashiōsaka Widzów: 3 123 Sędzia: Shuhei Kubo |
| 10 stycznia 201112:00 |               | 47:52(14:38) |                  | Kintetsu Hanazono Rugby Stadium, Higashiōsaka Widzów: 3 123 Sędzia: Shuhei Kubo |

| 10 stycznia 201112:00 | Coca-Cola West Red Sparks | 19:14(7:0) | NTT Shining Arcs | Level-5 Stadium, Fukuoka Widzów: 3 032 Sędzia: Masahiro Sakuraoka |
| 10 stycznia 201112:00 |                           | 19:14(7:0) |                  | Level-5 Stadium, Fukuoka Widzów: 3 032 Sędzia: Masahiro Sakuraoka |

| 10 stycznia 201114:00 | Toshiba Brave Lupus | 26:10(12:0) | Suntory Sungoliath | Chichibunomiya Rugby Stadium, Tokio Widzów: 12 824 Sędzia: Shinji Aida |
| 10 stycznia 201114:00 |                     | 26:10(12:0) |                    | Chichibunomiya Rugby Stadium, Tokio Widzów: 12 824 Sędzia: Shinji Aida |

| 10 stycznia 201114:05 | Kintetsu Liners | 50:19(31:12) | Kubota Spears | Kintetsu Hanazono Rugby Stadium, Higashiōsaka Widzów: 4 564 Sędzia: Taku Otsuki |
| 10 stycznia 201114:05 |                 | 50:19(31:12) |               | Kintetsu Hanazono Rugby Stadium, Higashiōsaka Widzów: 4 564 Sędzia: Taku Otsuki |

| 10 stycznia 201114:00 | Fukuoka Sanix Blues | 8:47(8:26) | NEC Green Rockets | Level-5 Stadium, Fukuoka Widzów: 3 649 Sędzia: Kazuhito Taniguchi |
| 10 stycznia 201114:00 |                     | 8:47(8:26) |                   | Level-5 Stadium, Fukuoka Widzów: 3 649 Sędzia: Kazuhito Taniguchi |

## Play-off
|  |                     |                     |                    |                    |    |                    |                    |       |
|  | Półfinał            | Półfinał            | Półfinał           |                    |    | Finał              | Finał              | Finał |
|  | Półfinał            | Półfinał            | Półfinał           |                    |    | Finał              | Finał              | Finał |
|  | 22 stycznia 2011    |                     |                    |                    |    |                    |                    |       |
|  |                     |                     |                    |                    |    |                    |                    |       |
|  | Toshiba Brave Lupus | Toshiba Brave Lupus | 12                 |                    |    |                    |                    |       |
|  | Toshiba Brave Lupus | Toshiba Brave Lupus | 12                 | 30 stycznia 2011   |    |                    |                    |       |
|  | Suntory Sungoliath  | Suntory Sungoliath  | 17                 |                    |    |                    |                    |       |
|  | Suntory Sungoliath  | Suntory Sungoliath  | 17                 |                    |    | Suntory Sungoliath | Suntory Sungoliath | 23    |
|  | 23 stycznia 2011    |                     |                    |                    |    | Suntory Sungoliath | Suntory Sungoliath | 23    |
|  |                     |                     | Sanyo Wild Knights | Sanyo Wild Knights | 28 |                    |                    |       |
|  | Toyota Verblitz     | Toyota Verblitz     | Sanyo Wild Knights | Sanyo Wild Knights | 28 | 10                 |                    |       |
|  | Toyota Verblitz     | Toyota Verblitz     |                    |                    |    |                    |                    |       |
|  | Sanyo Wild Knights  | Sanyo Wild Knights  | 32                 |                    |    |                    |                    |       |
|  | Sanyo Wild Knights  | Sanyo Wild Knights  | 32                 |                    |    |                    |                    |       |

| 22 stycznia 201114:00 | Toshiba Brave Lupus | 12:17(0:12) | Suntory Sungoliath | Chichibunomiya Rugby Stadium, Tokio Widzów: 7 449 Sędzia: Kyosuke Toda |
| 22 stycznia 201114:00 |                     | 12:17(0:12) |                    | Chichibunomiya Rugby Stadium, Tokio Widzów: 7 449 Sędzia: Kyosuke Toda |

| 23 stycznia 201114:06 | Toyota Verblitz | 10:32(7:11) | Sanyo Wild Knights | Chichibunomiya Rugby Stadium, Tokio Widzów: 5 600 Sędzia: Taizō Hirabayashi |
| 23 stycznia 201114:06 |                 | 10:32(7:11) |                    | Chichibunomiya Rugby Stadium, Tokio Widzów: 5 600 Sędzia: Taizō Hirabayashi |

| 30 stycznia 201114:00 | Suntory Sungoliath | 23:28(11:6) | Sanyo Wild Knights | Chichibunomiya Rugby Stadium, Tokio Widzów: 14 390 Sędzia: Shinji Aida |
| 30 stycznia 201114:00 |                    | 23:28(11:6) |                    | Chichibunomiya Rugby Stadium, Tokio Widzów: 14 390 Sędzia: Shinji Aida |

## Baraże

### Challenge 2
| 19 grudnia 201014:00 | Honda Heat | 52:27(19:20) | Mazda Blue Zoomers | Kyoto Takaragaike Park, Kioto Widzów: 510 Sędzia: Toshinori Tanaka |
| 19 grudnia 201014:00 |            | 52:27(19:20) |                    | Kyoto Takaragaike Park, Kioto Widzów: 510 Sędzia: Toshinori Tanaka |

| 25 grudnia 201012:00 | Mazda Blue Zoomers | 22:53(3:24) | Tokyo Gas Rugby | Level-5 Stadium, Fukuoka Widzów: 1 578 Sędzia: Masaya Kato |
| 25 grudnia 201012:00 |                    | 22:53(3:24) |                 | Level-5 Stadium, Fukuoka Widzów: 1 578 Sędzia: Masaya Kato |

| 3 stycznia 201114:00 | Tokyo Gas Rugby | 15:40(10:19) | Honda Heat | Chichibunomiya Rugby Stadium, Tokio Widzów: 1 545 Sędzia: Maeda Suke |
| 3 stycznia 201114:00 |                 | 15:40(10:19) |            | Chichibunomiya Rugby Stadium, Tokio Widzów: 1 545 Sędzia: Maeda Suke |

Drużyna Honda Heat zyskała prawo gry w Challenge 1.

### Challenge 1
| 15 stycznia 201112:00 | Kyuden Voltex | 19:34(10:21) | Honda Heat | Chichibunomiya Rugby Stadium, Tokio Widzów: 3 018 Sędzia: Shinji Aida |
| 15 stycznia 201112:00 |               | 19:34(10:21) |            | Chichibunomiya Rugby Stadium, Tokio Widzów: 3 018 Sędzia: Shinji Aida |

| 15 stycznia 201114:00 | Canon Eagles | 7:38(0:24) | NTT Docomo Red Hurricanes | Chichibunomiya Rugby Stadium, Tokio Widzów: 9 012 Sędzia: Akihisa Aso |
| 15 stycznia 201114:00 |              | 7:38(0:24) |                           | Chichibunomiya Rugby Stadium, Tokio Widzów: 9 012 Sędzia: Akihisa Aso |

| 22 stycznia 201112:00 | NTT Docomo Red Hurricanes | 23:14(13:7) | Honda Heat | Level-5 Stadium, Fukuoka Widzów: 5 606 Sędzia: Kimitoshi Shiozaki |
| 22 stycznia 201112:00 |                           | 23:14(13:7) |            | Level-5 Stadium, Fukuoka Widzów: 5 606 Sędzia: Kimitoshi Shiozaki |

| 22 stycznia 201114:00 | Canon Eagles | 32:13(17:13) | Kyuden Voltex | Level-5 Stadium, Fukuoka Widzów: 7 643 Sędzia: Tomoyuki Matsugu |
| 22 stycznia 201114:00 |              | 32:13(17:13) |               | Level-5 Stadium, Fukuoka Widzów: 7 643 Sędzia: Tomoyuki Matsugu |

| 29 stycznia 201112:00 | Canon Eagles | 32:37(12:18) | Honda Heat | Kintetsu Hanazono Rugby Stadium, Higashiōsaka Widzów: 3 107 Sędzia: Kyosuke Toda |
| 29 stycznia 201112:00 |              | 32:37(12:18) |            | Kintetsu Hanazono Rugby Stadium, Higashiōsaka Widzów: 3 107 Sędzia: Kyosuke Toda |

| 29 stycznia 201114:00 | NTT Docomo Red Hurricanes | 50:7(26:0) | Kyuden Voltex | Kintetsu Hanazono Rugby Stadium, Higashiōsaka Widzów: 6 215 Sędzia: Yuki Tonai |
| 29 stycznia 201114:00 |                           | 50:7(26:0) |               | Kintetsu Hanazono Rugby Stadium, Higashiōsaka Widzów: 6 215 Sędzia: Yuki Tonai |

Bezpośrednio do Top League awansowały zespoły NTT Docomo i Honda Heat, pozostałe dwie drużyny zyskały prawo gry w barażu.

### Baraże
| 12 lutego 201113:01 | Yamaha Júbilo | 12:10(12:3) | Kyuden Voltex | Yamaha Stadium, Iwata Widzów: 3 896 Sędzia: Shuhei Kubo |
| 12 lutego 201113:01 |               | 12:10(12:3) |               | Yamaha Stadium, Iwata Widzów: 3 896 Sędzia: Shuhei Kubo |

| 12 lutego 201114:00 | NTT Shining Arcs | 31:19(17:12) | Canon Eagles | Chichibunomiya Rugby Stadium, Tokio Widzów: 2 784 Sędzia: Kyosuke Toda |
| 12 lutego 201114:00 |                  | 31:19(17:12) |              | Chichibunomiya Rugby Stadium, Tokio Widzów: 2 784 Sędzia: Kyosuke Toda |

Obydwa walczące o utrzymanie zespoły obroniły swoje miejsce w najwyższej klasie rozgrywkowej.

## Wyróżnienia indywidualne

### Najlepsza piętnastka sezonu
| Poz. |  | Zawodnik            |
| ---- |  | ------------------- |
| F    |  | Tomohiro Kubo       |
| M    |  | Shōta Horie         |
| F    |  | Kensuke Hatakeyama  |
| Wsp  |  | Hitoshi Ono         |
| Wsp  |  | Daniel Heenan       |
| R    |  | Steven Bates        |
| R    |  | Yoshitaka Nakayama  |
| WM   |  | Ryukoliniasi Holani |

| Poz. |  | Zawodnik          |
| ---- |  | ----------------- |
| ŁM   |  | Fumiaki Tanaka    |
| ŁA   |  | Orene Ai'i        |
| S    |  | Akihito Yamada    |
| Ś    |  | Hirotoki Onozawa  |
| Ś    |  | Ryan Nicholas     |
| S    |  | Seiichi Shimomura |
| O    |  | Atsushi Tanabe    |

### Najlepiej punktujący
| Punkty | Nazwisko          | Drużyna             | Przyłożenia | Podwyższenia | Karne | Dropgole |
| ------ | ----------------- | ------------------- | ----------- | ------------ | ----- | -------- |
| 178    | Orene Ai'i        | Toyota Verblitz     | 9           | 35           | 21    | 0        |
| 160    | David Hill        | Toshiba Brave Lupus | 9           | 56           | 1     | 0        |
| 157    | Atsushi Tanabe    | Sanyo Wild Knights  | 1           | 52           | 16    | 0        |
| 155    | Peter Grant       | Kobelco Steelers    | 8           | 35           | 15    | 0        |
| 151    | Yoshimitsu Kawano | Ricoh Black Rams    | 1           | 34           | 26    | 0        |

| Poz. | Nazwisko         | Drużyna            | Przyłożenia |
| ---- | ---------------- | ------------------ | ----------- |
| 1    | Hirotoki Onozawa | Suntory Sungoliath | 15          |
| 2    | Akihito Yamada   | Sanyo Wild Knights | 13          |
| 3    | Nili Latu        | NEC Green Rockets  | 12          |

### Pozostałe nagrody
- MVP ligi – Shōta Horie
- MVP play-off – Akihito Yamada
- nowicjusz ligi – Atsushi Hiwasa
- najlepszy sędzia – Taizō Hirabayashi
- nagrody specjalne – Tsutomu Matsuda, Daisuke Ohata, Tomoyuki Ushio